# گورستان پشامگ ۳
گورستان پشامگ ۳ مربوط به دوره اشکانیان - سده‌ های متاخر دوران‌های تاریخی پس از اسلام است و در شهرستان سرباز، بخش مرکزی، دهستان مور تان، ۳ کیلومتری غرب روستای شامگ واقع شده و این اثر در تاریخ ۲۷ اسفند ۱۳۸۷ با شماره ثبت ۲۶۵۳۰ به‌عنوان یکی از آثار ملی ایران به ثبت رسیده است.